# Vicenç Coma i Soley
Vicenç Coma i Soley   (Blanes, 1893 - Barcelona, 1979) va ser un escriptor (novel·lista i dramaturg) i periodista català.
Fill de l'indiano blanenc Vicenç Coma i Ferrer i de Joaquima Soley i Comas, per complaure la família estudià enginyeria industrial, però la seva passió fou la escriptura. Casat el 1923 amb Montserrat Sampere i Carreras, tingueren quatre fills: Vicenç, Montserrat, Xavier i Albert.

## Obra literària
Novel·la
- 1923. Les noies de moda, apunts per a una novel·la.
- 1925. La noia lliure
- 1930. La Totó flirteja.
- 1932. El mirallets de la ciutat.
- 1932. Petit obstacle, gran neguit.
- 1933. Amor i turisme.
- 1934. Foc i estopa.

Teatre
- 1918. Amors d'ara, impressió dramàtica en un acte.
- 1922. Vilaensopida, pas de comèdia en un acte.
- 1928. L'autor!, comèdia en un acte.
- 1928. La malaltia de la Lilí, peça en un acte.
- 1929. Com a cine, humorada en tres actes.
- 1929. El que no es compra, drama en tres actes i un epíleg.
- 1930?. L'avarícia escarmentada o A Barcelona no val a badar, comèdia en un acte.
- 1930?. La burra de Balaam, sainet en un acte, per a noies.
- 1933. El cosí d'en Pere Boter, humorada en tres actes.
- 1933. El rei de les bicicletes, comèdia en tres actes, l'últim dividit en dos quadres.
- 1933. Diplomàcia de pagès, comèdia dramàtica en un acte.
- 1934. La covardia de Ponç Pilat, drama bíblic en cinc actes
- 1934. L'hàbit de Sant Francesc comèdia en tres actes.

Llibres de viatges i de memòries
- 1929. La veritat sobre Sevilla, divagacions d'un turista.
- 1969. Blanes, Barcelona i Sanremo (1960-1936)
- Mandolines i babutxes, divagacions d'un turista.
- De Barcelona al Caire passant pels Dardanels, divagacions d'un turista.

Altres
- 1922. Blanes. Notes històriques
- 1941. Sant María de Blanes. Palacio de los vizcondes de Cabrera. Jaime Ferrer de Blanes.
- 1948. Quién escribió "El llibre dels Feyts d'armes de Catalunya?"
- 1949. Autenticidad de loa crónica de Bernardo Boades. Réplica a M. Coll Alentorn, E. Bagué y J. Pla
- 1952. Jaime Ferrer de Balnes y el descubrimiento de América.